# باتريك هنت
باتريك هنت (بالإنجليزية: Patrick Hunt)‏ هو مؤرخ الفن أمريكي، ولد في 1951 في كاليفورنيا في الولايات المتحدة.